# Patricia Elorza
Patricia Elorza, född den 8 april 1984 i Vitoria i Spanien, är en spansk handbollsspelare.

## Klubblagskarriär
Patricia Elorza började sin karriär i spanska BM Bera Bera, det lag där hon spelat under ungdomsåren. Därefter tillbringade hon en säsong i BM Zuazo 2004/2004.
År 2004 skrev hon på för Balonmano Castro Urdiales, där hon sedan spelade i åtta säsonger till 2012. Fyra av säsongerna spelade klubben i högsta ligan. Säsongen 2011/12 blev hon lagets bästa målskytt med 139 mål och kom på nionde plats i skytteligan.
I maj 2012 blev hon värvad av BM Bera Bera för säsongen  2012/2013. I laget från San Sebastián uppnådde hon framgångar, säsongerna 2012/1203 och 2013/2014 blev hon mästare i ligan och vann spanska cupen Copa de la Reina de balonmano båda åren. Under sin sista säsong i Bera Bera 2014/2015 vann hon åter ligatiteln.
Efter tre år med stora framgångar i Bera Bera flyttade hon 2015 tillsammans med María Núñez till ESBF Besançon i den franska handbollsligan. Efter ett år återvände hon till Bera Bera i Spanien. Hon avslutade sin aktiva karriär i BM Zuazo 2018.

## Landslagskarriär
Patricia Elorza deltog vid världsmästerskapet i handboll för kvinnor 2011 i Brasilien, där Spanien vann en bronsmedalj, den första världsmästerskapsmedaljen för det spanska damlaget. Hon ingick i det spanska lag som tog OS-brons i damernas turnering i samband med de olympiska handbollstävlingarna 2012 i London. Hon var också med i Europamästerskapet i handboll för damer 2014 då Spanien åter nådde finalen men besegrades av Norge i finalen. Hon spelade sedan också i VM 2015 och i OS 2016.